# Athies-sous-Laon
Athies-sous-Laon è un comune francese di 2 516 abitanti situato nel dipartimento dell'Aisne della regione dell'Alta Francia.

## Società

### Evoluzione demografica
Abitanti censiti